# Clayton Antitrust Act
Pour les articles homonymes, voir Antitrust.
Aux États-Unis, le Clayton Antitrust Act du 15 octobre 1914 fut voté pour remédier aux insuffisances du Sherman Antitrust Act de 1890, la première loi du droit moderne de la concurrence rendant illégales certaines pratiques anticoncurrentielles. Il fut introduit par le représentant démocrate de l'Alabama, Henry De Lamar Clayton, sous la présidence de Woodrow Wilson.

## Contenu
Le Clayton Act rend illégaux : 
- la discrimination par les prix entre les acheteurs si une telle discrimination restreint substantiellement la concurrence ou a pour effet de créer un monopole (Section 2, art. 15 § 13 U.S.C.)
- les ventes exclusives et les ventes liées (également couvert par la section 1 du Sherman Act) mais seulement si elles restreignent substantiellement la concurrence (Section 3, art. 15 § 14 U.S.C.)
- les concentrations d'entreprises quand elles ont pour effet de restreindre substantiellement la concurrence (Section 7, art. 15 § 18 U.S.C.)
- le fait pour toute personne de diriger plusieurs entreprises concurrentes (Section 8, art. 15 § 19 U.S.C.)

Le Clayton Act permet aux entreprises ayant subi un dommage du fait de ces pratiques de demander des dommages punitifs et de requérir des injonctions contre les entreprises à l'origine des pratiques. 
La Federal Trade Commission et la Antitrust Division du département américain de la Justice (DoJ) peuvent également se saisir de faits tombant sous le coup du Clayton Act. 
L'article 6 du Clayton act (art. 15 U.S.C. § 17) exclut les syndicats. En conséquence, les boycotts et les grèves ne sont pas réglementés par cette loi. 
Le Clayton Act est codifié aux articles 15 U.S.C. § 12-27, 29 U.S.C. § 52, 29 U.S.C. § 53.